# Marcel Cranc
Marcel Cranc és el nom artístic de Miquel Vicensastre (Sencelles, 1973), músic i compositor mallorquí. Ha publicat música en solitari i també en col·laboració amb altres artistes.

## Trajectòria
Va començar la seva trajectòria com compositor i pianista de música clàssica contemporània. El 2005 va publicar l'àlbum com a Miquel Vicensastre: "El destí es un ca que lladra" (UM 2005), un recull de composicions per a diversos conjunts instrumentals.
El 2006 llança el seu primer treball com a Marcel Cranc on combina la música d'autor amb música electrònica i contemporània. Al 2016 publica "La vertadera història" una nova revisió i reinterpretació de les cançons dels treballs anteriors i a partir del 2017 abandona la vessant pop de la seva música i s'endinsa dins composicions que recorden els seus orígens a la música contemporània, fugint d'estructures clàssiques i on s'hi reflexa el seu treball en directe. Hi destaca la combinació de veu i piano vestida amb textures analògiques, rastres de música contemporània i música electrònica. S'hi conjuguen moments de calma suau amb altres plens de densitats sonores. En aquesta línia hi destaquen els discs "1989" (2019) i "L'enemic" (2022)

## Discografia

### com Miquel Vicensastre
- 2005 – Miquel Vicensastre: el destí es un ca que lladra, Contemporanis de la Meditarrània 14, Unió Músics (CD-95)

### com Marcel Cranc
- Animal fràgil (2006)
- Ara (2008)
- Imagina (2010)
- U (2012)
- Despertar (2013), Warner Music Spain/Music Bus
- La vertadera història – Cases de sucre (2016), Runaway Records[2]
- 7 (2017), Runaway Records (RUN-2017059)
- Fe (2018), Runaway Records (EP, RUN-2018069)
- 1989 (2019), Runaway Records (RUN-2019074)
- L'enemic (2022) Cultural-ment